# Alain Siaens
Alain Siaens (14 mei 1941) is een Belgisch voormalig bankier, bestuurder en auteur. Hij was voorzitter van het directiecomité en de raad van bestuur van Bank Degroof.

## Levensloop
Alain Siaens behaalde het diploma van licentiaat in de wijsbegeerte en promoveerde tot doctor in de economische wetenschappen aan de Université catholique de Louvain. In 1973 ging hij aan de slag bij Bank Degroof. In 1998 werd hij er voorzitter van het directiecomité, een functie die hij tot september 2006 uitoefende, wanneer Regnier Haegelsteen hem opvolgde. Vervolgens werd hij in opvolging van Alain Philippson voorzitter van de raad van bestuur tot februari 2013. Hij bleef bestuurder van de bank tot eind 2015.
Hij was tevens buitengewoon hoogleraar aan de UCL. Ook bekleedde hij bestuursmandaten bij onder meer Aliaxis, Brederode, Brepols, CMB, Cofinimmo, Etex, Imofeg, Levimmo, Sopartec en Tessenderlo Chemie, en publiceerde hij verschillende artikels in economische tijdschriften. Hij is voorzitter van de Fondation Fernand Lazard.

## Selecte bibliografie
- Le prince et la conjuncture, 1985.
- Monnaie et finance, 1987.
- Une saga belge, 2010.
- Le verbe s'est fait image, 2013.